# Ібрагімов Гідаят Тавакюл-огли
Ібрагімов Гідаят Тавакюл-огли (1 липня 1951, с. Хок Ілічевського району Нахічеванської АРСР, Азербайджан) — громадський діяч.
Закінчив технікум харчової промисловості (м. Баку), Львівський торгово-економічний інститут.
Від 1971 проживає в м. Тернопіль. Співзасновник (1999), голова (1999—2003) Тернопільського регіонального відділення Конгресу азербайджанців України. Співавтор програмних документів цього об'єднання, налагодив контакти з державними і громадськими організаціями Тернопільської області.
Автор публікацій у пресі. Фінансово допомагав тернопільським авторам (І. Ляховському, О. Чорноусу та ін.) у виданні їх книг.